# Ходжи Мирзо
Ходжи Мирзо (тадж. Ҳоҷӣ Мирзо, имя при рождении Ибронов Мирзомурод Давлатович, род. 22 сентября 1967, Куляб) — таджикский имам, один из самых известных богословов Таджикистана.

## Биография
Родился 22 сентября 1967 года в Кулябе, Хатлонская область. В 1984 году окончил находящуюся в том же городе среднюю школу № 9. Одновременно окончил бухгалтерские курсы.
В 1985 году был призван в армию, службу проходил в Киеве. Принимал участие в ликвидации последствий аварии на Чернобыльской АЭС. В 1987 году демобилизовался. После возвращения в Таджикистан работал бухгалтером. В 1995 году окончил Исламский институт Имама Тирмизи (позднее был переименован в Исламский институт имени Абу Ханифы). В 1994—1995 годах совершил хадж.
В 1999 году окончил факультет методологии религии Исламабадского университета Файсала. В том же году вернулся в Таджикистан. После приезда до 2011 года работал имам-хатибом мечети Хилоли Ахмар. Впоследствии получил популярность в интернете, став самым популярным исламским проповедником в таджикском сегменте интернета.
Владеет английским и арабским языками.